# 2023-as U17-es labdarúgó-világbajnokság
A 2023-as U17-es labdarúgó-világbajnokság volt a 19. ilyen jellegű torna. A tornát 24 válogatott részvételével november 10. és december 2. között rendezték Indonéziában, amely először volt házigazda.
A világbajnokságon 2006. január 1. után született labdarúgók vehettek részt. 
A torna házigazdája Peru lett volna. A torna időpontja eredetileg 2021 lett volna, de a koronavírus-járvány miatt a FIFA 2020 decemberében 2023-ra halasztotta.

## Résztvevők
A házigazda Indonézia mellett a következő 23 válogatott vett részt:
| Szövetség                                         | Selejtezőtorna                                  | Csapatok         |
| ------------------------------------------------- | ----------------------------------------------- | ---------------- |
| AFC (Ázsia)                                       | 2023-as U17-es Ázsia-kupa                       | Irán             |
| AFC (Ázsia)                                       | 2023-as U17-es Ázsia-kupa                       | Üzbegisztán      |
| AFC (Ázsia)                                       | 2023-as U17-es Ázsia-kupa                       | Dél-Korea        |
| AFC (Ázsia)                                       | 2023-as U17-es Ázsia-kupa                       | Japán            |
| CAF (Afrika)                                      | 2023-as U17-es Afrika-kupa                      | Burkina Faso     |
| CAF (Afrika)                                      | 2023-as U17-es Afrika-kupa                      | Mali             |
| CAF (Afrika)                                      | 2023-as U17-es Afrika-kupa                      | Szenegál         |
| CAF (Afrika)                                      | 2023-as U17-es Afrika-kupa                      | Marokkó          |
| CONCACAF (Észak- és Közép-amerikai, Karib-térség) | 2023-as U17-es CONCACAF-aranykupa               | Egyesült Államok |
| CONCACAF (Észak- és Közép-amerikai, Karib-térség) | 2023-as U17-es CONCACAF-aranykupa               | Kanada           |
| CONCACAF (Észak- és Közép-amerikai, Karib-térség) | 2023-as U17-es CONCACAF-aranykupa               | Mexikó           |
| CONCACAF (Észak- és Közép-amerikai, Karib-térség) | 2023-as U17-es CONCACAF-aranykupa               | Panama           |
| CONMEBOL (Dél-Amerika)                            | 2023-as U17-es dél-amerikai labdarúgó-bajnokság | Brazília         |
| CONMEBOL (Dél-Amerika)                            | 2023-as U17-es dél-amerikai labdarúgó-bajnokság | Argentína        |
| CONMEBOL (Dél-Amerika)                            | 2023-as U17-es dél-amerikai labdarúgó-bajnokság | Venezuela        |
| CONMEBOL (Dél-Amerika)                            | 2023-as U17-es dél-amerikai labdarúgó-bajnokság | Ecuador          |
| OFC (Óceánia)                                     | 2023-as U17-es óceániai bajnokság               | Új-Kaledónia     |
| OFC (Óceánia)                                     | 2023-as U17-es óceániai bajnokság               | Új-Zéland        |
| UEFA (Európa)                                     | 2023-as U17-es labdarúgó-Európa-bajnokság       | Németország      |
| UEFA (Európa)                                     | 2023-as U17-es labdarúgó-Európa-bajnokság       | Franciaország    |
| UEFA (Európa)                                     | 2023-as U17-es labdarúgó-Európa-bajnokság       | Spanyolország    |
| UEFA (Európa)                                     | 2023-as U17-es labdarúgó-Európa-bajnokság       | Lengyelország    |
| UEFA (Európa)                                     | 2023-as U17-es labdarúgó-Európa-bajnokság       | Anglia           |
| Rendező ország                                    | Rendező ország                                  | Indonézia        |

## Csoportkör
A csoportkörben minden csapat a másik három csapattal egy-egy mérkőzést játszott, így összesen 6 mérkőzésre került sor mind a hat csoportban. A csoportokból az első két helyezett és a négy legjobb harmadik helyezett jutott tovább. Minden csoportban az utolsó két mérkőzést azonos időpontban játszották. A csoportkör után egyenes kieséses rendszerben folytatódott a vb.
Sorrend meghatározása
1. több szerzett pont az összes mérkőzésen (egy győzelem 3 pont, egy döntetlen 1 pont, egy vereség 0 pont),
2. jobb gólkülönbség az összes mérkőzésen,
3. több szerzett gól az összes mérkőzésen,
4. több szerzett pont az azonosan álló csapatok között lejátszott mérkőzéseken,
5. jobb gólkülönbség az azonosan álló csapatok között lejátszott mérkőzéseken,
6. több szerzett gól az azonosan álló csapatok között lejátszott mérkőzéseken,
7. fair play pontszám az összes mérkőzésen:   - sárga lap: −1 pont,
  - két sárga lapot követő piros lap: −3 pont,
  - egy azonnali piros lap: −4 pont,
  - egy sárga lap és egy azonnali piros lap: −5 pont,
8. sorsolás

### A csoport
| Hely. | Csapat        | M | Gy | D | V | G+ | G– | Gk | P | Továbbjutás              |
| ----- | ------------- | - | -- | - | - | -- | -- | -- | - | ------------------------ |
| 1.    | Marokkó       | 3 | 2  | 0 | 1 | 5  | 3  | +2 | 6 | Egyenes kieséses szakasz |
| 2.    | Ecuador       | 3 | 1  | 2 | 0 | 4  | 2  | +2 | 5 | Egyenes kieséses szakasz |
| 3.    | Indonézia (R) | 3 | 0  | 2 | 1 | 3  | 5  | −2 | 2 |                          |
| 4.    | Panama        | 3 | 0  | 2 | 1 | 2  | 4  | −2 | 2 |                          |

| 2023. november 10. 16:00 (10:00) |

| Panama | 0–2               | Marokkó                   |
| ------ | ----------------- | ------------------------- |
|        | (0–1) Jegyzőkönyv | Chlaghmo 16' Ennair 90+5' |

| Gelora Bung Tomo Stadion, Surabaya Nézőszám: 13 437 Játékvezető: João Pinheiro (portugál) |

| 2023. november 10. 19:00 (13:00) |

| Indonézia  | 1–1               | Ecuador    |
| ---------- | ----------------- | ---------- |
| Arkhan 22' | (1–1) Jegyzőkönyv | Obando 28' |

| Gelora Bung Tomo Stadion, Surabaya Nézőszám: 30 583 Játékvezető: Espen Eskås (norvég) |

| 2023. november 13. 16:00 (10:00) |

| Marokkó | 0–2               | Ecuador                       |
| ------- | ----------------- | ----------------------------- |
|         | (0–0) Jegyzőkönyv | Bermúdez 62' (11-esből) 90+3' |

| Gelora Bung Tomo Stadion, Surabaya Nézőszám: 5498 Játékvezető: Keylor Herrera (Costa Rica-i) |

| 2023. november 13. 19:00 (13:00) |

| Indonézia  | 1–1               | Panama         |
| ---------- | ----------------- | -------------- |
| Arkhan 54' | (0–1) Jegyzőkönyv | Castillo 45+3' |

| Gelora Bung Tomo Stadion, Surabaya Nézőszám: 17 239 Játékvezető: Rade Obrenovič (szlovén) |

| 2023. november 16. 19:00 (13:00) |

| Marokkó                                          | 3–1               | Indonézia  |
| ------------------------------------------------ | ----------------- | ---------- |
| Alaoui 29' (11-esből) Aït Boudlal 39' Hamony 64' | (2–1) Jegyzőkönyv | Asyura 42' |

| Gelora Bung Tomo Stadion, Surabaya Nézőszám: 26 454 Játékvezető: Morten Krogh (dán) |

| 2023. november 16. 19:00 (13:00) |

| Ecuador  | 1–1               | Panama       |
| -------- | ----------------- | ------------ |
| Ruiz 24' | (1–0) Jegyzőkönyv | Castillo 79' |

| Manahan Stadion, Surakarta Nézőszám: 7956 Játékvezető: Fu Ming (kínai) |

### B csoport
| Hely. | Csapat        | M | Gy | D | V | G+ | G– | Gk | P | Továbbjutás              |
| ----- | ------------- | - | -- | - | - | -- | -- | -- | - | ------------------------ |
| 1.    | Spanyolország | 3 | 2  | 1 | 0 | 5  | 2  | +3 | 7 | Egyenes kieséses szakasz |
| 2.    | Mali          | 3 | 2  | 0 | 1 | 8  | 2  | +6 | 6 | Egyenes kieséses szakasz |
| 3.    | Üzbegisztán   | 3 | 1  | 1 | 1 | 5  | 5  | 0  | 4 | Egyenes kieséses szakasz |
| 4.    | Kanada        | 3 | 0  | 0 | 3 | 1  | 10 | −9 | 0 |                          |

| 2023. november 10. 16:00 (10:00) |

| Mali                              | 3–0               | Üzbegisztán |
| --------------------------------- | ----------------- | ----------- |
| M. Doumbia 30' 72' (11-esből) 75' | (1–0) Jegyzőkönyv |             |

| Manahan Stadion, Surakarta Nézőszám: 3014 Játékvezető: Gustavo Tejera (uruguayi) |

| 2023. november 10. 19:00 (13:00) |

| Spanyolország        | 2–0               | Kanada |
| -------------------- | ----------------- | ------ |
| Guiu 21' Junyent 76' | (1–0) Jegyzőkönyv |        |

| Manahan Stadion, Surakarta Nézőszám: 6613 Játékvezető: Bryan López (guatemalai) |

| 2023. november 13. 16:00 (10:00) |

| Spanyolország | 1–0               | Mali |
| ------------- | ----------------- | ---- |
| Hernández 62' | (0–0) Jegyzőkönyv |      |

| Manahan Stadion, Surakarta Nézőszám: 4723 Játékvezető: Bryan López (guatemalai) |

| 2023. november 13. 19:00 (13:00) |

| Üzbegisztán                       | 3–0               | Kanada |
| --------------------------------- | ----------------- | ------ |
| Chukwu 22' (öngól) Saidov 24' 81' | (2–0) Jegyzőkönyv |        |

| Manahan Stadion, Surakarta Nézőszám: 6919 Játékvezető: Ivo Méndez (bolíviai) |

| 2023. november 16. 16:00 (10:00) |

| Üzbegisztán                    | 2–2               | Spanyolország        |
| ------------------------------ | ----------------- | -------------------- |
| Shukurullayev 45+4' Saidov 54' | (1–2) Jegyzőkönyv | Oyono 10' Martín 19' |

| Manahan Stadion, Surakarta Nézőszám: 5554 Játékvezető: Augusto Aragón (ecuadori) |

| 2023. november 16. 16:00 (10:00) |

| Kanada     | 1–5               | Mali                                                        |
| ---------- | ----------------- | ----------------------------------------------------------- |
| Chukwu 45' | (1–2) Jegyzőkönyv | I. Diarra 14' Barry 26' Kanaté 73' Makalou 77' Thiero 90+1' |

| Gelora Bung Tomo Stadion, Surabaya Nézőszám: 10 269 Játékvezető: Espen Eskås (norvég) |

### C csoport
| Hely. | Csapat       | M | Gy | D | V | G+ | G– | Gk  | P | Továbbjutás              |
| ----- | ------------ | - | -- | - | - | -- | -- | --- | - | ------------------------ |
| 1.    | Anglia       | 3 | 2  | 0 | 1 | 13 | 3  | +10 | 6 | Egyenes kieséses szakasz |
| 2.    | Brazília     | 3 | 2  | 0 | 1 | 13 | 4  | +9  | 6 | Egyenes kieséses szakasz |
| 3.    | Irán         | 3 | 2  | 0 | 1 | 9  | 4  | +5  | 6 | Egyenes kieséses szakasz |
| 4.    | Új-Kaledónia | 3 | 0  | 0 | 3 | 0  | 24 | −24 | 0 |                          |

| 2023. november 11. 16:00 (10:00) |

| Új-Kaledónia | 0–10              | Anglia |
| ------------ | ----------------- | --- |
|              | (0–4) Jegyzőkönyv | Russell-Denny 16' (11-esből) Oboavwoduo 30' 57' Dibling 35' Acheampong 45+4' Amo-Ameyaw 51' Nwaneri 78' Hanye 80' (öngól) Murray-Campbell 85' McAllister 90+1' |

| Jakarta Nemzetközi Stadion, Jakarta Nézőszám: 6 684 Játékvezető: Ko Hyung-jin (dél-koreai) |

| 2023. november 11. 19:00 (13:00) |

| Brazília                       | 2–3               | Irán                                  |
| ------------------------------ | ----------------- | ------------------------------------- |
| Rayan 28' Zamani 45+2' (öngól) | (2–0) Jegyzőkönyv | Barajeh 54' Taheri 69' Gholizadeh 73' |

| Jakarta Nemzetközi Stadion, Jakarta Nézőszám: 9 283 Játékvezető: Selvin Brown (hondurasi) |

| 2023. november 14. 16:00 (10:00) |

| Brazília                                                                                                | 9–0               | Új-Kaledónia |
| --- | ----------------- | ------------ |
| Rayan 28' 51' (11-esből) Estevão 39' Luighi 44' Kauã Elias 46' 86' 90+4' Vitor Reis 56' João Victor 61' | (3–0) Jegyzőkönyv |              |

| Jakarta Nemzetközi Stadion, Jakarta Nézőszám: 4529 Játékvezető: Pierre Atcho (gaboni) |

| 2023. november 14. 19:00 (13:00) |

| Anglia                      | 2–1               | Irán       |
| --------------------------- | ----------------- | ---------- |
| Russell-Denny 63' Ndala 90' | (0–1) Jegyzőkönyv | Zamani 31' |

| Jakarta Nemzetközi Stadion, Jakarta Nézőszám: 7698 Játékvezető: Gustavo Tejera (uruguayi) |

| 2023. november 17. 19:00 (13:00) |

| Anglia               | 1–2               | Brazília                   |
| -------------------- | ----------------- | -------------------------- |
| Ndala 71' (11-esből) | (0–1) Jegyzőkönyv | Kauã Elias 43' Da Mata 54' |

| Jakarta Nemzetközi Stadion, Jakarta Nézőszám: 15 171 Játékvezető: Bryan López (guatemalai) |

| 2023. november 17. 19:00 (13:00) |

| Irán                                                         | 5–0               | Új-Kaledónia |
| ------------------------------------------------------------ | ----------------- | ------------ |
| Razzaghinia 17' 34' Ghandipour 76' Askari 90+6' Taheri 90+8' | (2–0) Jegyzőkönyv |              |

| Si Jalak Harupat Stadion, Bandung Nézőszám: 6762 Játékvezető: Ivo Méndez (bolíviai) |

### D csoport
| Hely. | Csapat        | M | Gy | D | V | G+ | G– | Gk | P | Továbbjutás              |
| ----- | ------------- | - | -- | - | - | -- | -- | -- | - | ------------------------ |
| 1.    | Argentína     | 3 | 2  | 0 | 1 | 8  | 3  | +5 | 6 | Egyenes kieséses szakasz |
| 2.    | Szenegál      | 3 | 2  | 0 | 1 | 6  | 4  | +2 | 6 | Egyenes kieséses szakasz |
| 3.    | Japán         | 3 | 2  | 0 | 1 | 4  | 3  | +1 | 6 | Egyenes kieséses szakasz |
| 4.    | Lengyelország | 3 | 0  | 0 | 3 | 1  | 9  | −8 | 0 |                          |

| 2023. november 11. 16:00 (10:00) |

| Japán       | 1–0               | Lengyelország |
| ----------- | ----------------- | ------------- |
| Takaoka 76' | (0–0) Jegyzőkönyv |               |

| Si Jalak Harupat Stadion, Bandung Nézőszám: 4961 Játékvezető: Pierre Atcho (gaboni) |

| 2023. november 11. 19:00 (13:00) |

| Argentína     | 1–2               | Szenegál        |
| ------------- | ----------------- | --------------- |
| Ruberto 90+2' | (0–2) Jegyzőkönyv | A. Diouf 6' 38' |

| Si Jalak Harupat Stadion, Bandung Nézőszám: 6222 Játékvezető: Atilla Karaoğlan (török) |

| 2023. november 14. 16:00 (10:00) |

| Szenegál                            | 4–1               | Lengyelország |
| ----------------------------------- | ----------------- | ------------- |
| Gueye 18' 52' 69' Szala 30' (öngól) | (2–0) Jegyzőkönyv | Reguła 66'    |

| Si Jalak Harupat Stadion, Bandung Nézőszám: 7065 Játékvezető: Omar Al Ali (egyesült arab emírségekbeli) |

| 2023. november 14. 19:00 (13:00) |

| Japán       | 1–3               | Argentína                           |
| ----------- | ----------------- | ----------------------------------- |
| Takaoka 50' | (0–2) Jegyzőkönyv | Echeverri 5' Acuña 8' Ruberto 90+9' |

| Si Jalak Harupat Stadion, Bandung Nézőszám: 12 324 Játékvezető: João Pinheiro (portugál) |

| 2023. november 17. 16:00 (10:00) |

| Szenegál | 0–2               | Japán           |
| -------- | ----------------- | --------------- |
|          | (0–0) Jegyzőkönyv | Takaoka 62' 72' |

| Si Jalak Harupat Stadion, Bandung Nézőszám: 5079 Játékvezető: Rade Obrenovič (szlovén) |

| 2023. november 17. 16:00 (10:00) |

| Lengyelország | 0–4               | Argentína                                      |
| ------------- | ----------------- | ---------------------------------------------- |
|               | (0–1) Jegyzőkönyv | Laplace 34' Ruberto 46' Subiabre 52' López 86' |

| Jakarta Nemzetközi Stadion, Jakarta Nézőszám: 7663 Játékvezető: Keylor Herrera (Costa Rica-i) |

### E csoport
| Hely. | Csapat           | M | Gy | D | V | G+ | G– | Gk | P | Továbbjutás              |
| ----- | ---------------- | - | -- | - | - | -- | -- | -- | - | ------------------------ |
| 1.    | Franciaország    | 3 | 3  | 0 | 0 | 7  | 0  | +7 | 9 | Egyenes kieséses szakasz |
| 2.    | Egyesült Államok | 3 | 2  | 0 | 1 | 5  | 5  | 0  | 6 | Egyenes kieséses szakasz |
| 3.    | Burkina Faso     | 3 | 1  | 0 | 2 | 3  | 6  | −3 | 3 |                          |
| 4.    | Dél-Korea        | 3 | 0  | 0 | 3 | 2  | 6  | −4 | 0 |                          |

| 2023. november 12. 16:00 (10:00) |

| Franciaország                                             | 3–0               | Burkina Faso |
| --------------------------------------------------------- | ----------------- | ------------ |
| Lambourde 49' Tincres 81' (11-esből) Gomis 87' (11-esből) | (0–0) Jegyzőkönyv |              |

| Jakarta Nemzetközi Stadion, Jakarta Nézőszám: 7033 Játékvezető: Fu Ming (kínai) |

| 2023. november 12. 19:00 (13:00) |

| Dél-Korea          | 1–3               | Egyesült Államok            |
| ------------------ | ----------------- | --------------------------- |
| Kim Myeong-jun 35' | (1–1) Jegyzőkönyv | Berchimas 7' 73' Medina 49' |

| Jakarta Nemzetközi Stadion, Jakarta Nézőszám: 4317 Játékvezető: Morten Krogh (dán) |

| 2023. november 15. 16:00 (10:00) |

| Egyesült Államok             | 2–1               | Burkina Faso |
| ---------------------------- | ----------------- | ------------ |
| Figueroa 45' Berchimas 45+6' | (2–0) Jegyzőkönyv | Diarra 89'   |

| Jakarta Nemzetközi Stadion, Jakarta Nézőszám: 3235 Játékvezető: Roberto Pérez (perui) |

| 2023. november 15. 19:00 (13:00) |

| Franciaország | 1–0               | Dél-Korea |
| ------------- | ----------------- | --------- |
| Amougou 2'    | (1–0) Jegyzőkönyv |           |

| Jakarta Nemzetközi Stadion, Jakarta Nézőszám: 7476 Játékvezető: Ibrahim Mutaz (líbiai) |

| 2023. november 18. 19:00 (13:00) |

| Egyesült Államok | 0–3               | Franciaország                  |
| ---------------- | ----------------- | ------------------------------ |
|                  | (0–1) Jegyzőkönyv | Tincres 45+2' 82' Meupiyou 86' |

| Jakarta Nemzetközi Stadion, Jakarta Nézőszám: 14 436 Játékvezető: Dahane Beida (mauritániai) |

| 2023. november 18. 19:00 (13:00) |

| Burkina Faso             | 2–1               | Dél-Korea          |
| ------------------------ | ----------------- | ------------------ |
| Diarra 24' A. Camara 86' | (1–0) Jegyzőkönyv | Kim Myeong-jun 49' |

| Si Jalak Harupat Stadion, Bandung Nézőszám: 3400 Játékvezető: Selvin Brown (hondurasi) |

### F csoport
| Hely. | Csapat      | M | Gy | D | V | G+ | G– | Gk | P | Továbbjutás              |
| ----- | ----------- | - | -- | - | - | -- | -- | -- | - | ------------------------ |
| 1.    | Németország | 3 | 3  | 0 | 0 | 9  | 2  | +7 | 9 | Egyenes kieséses szakasz |
| 2.    | Mexikó      | 3 | 1  | 1 | 1 | 7  | 5  | +2 | 4 | Egyenes kieséses szakasz |
| 3.    | Venezuela   | 3 | 1  | 1 | 1 | 5  | 5  | 0  | 4 | Egyenes kieséses szakasz |
| 4.    | Új-Zéland   | 3 | 0  | 0 | 3 | 1  | 10 | −9 | 0 |                          |

| 2023. november 12. 16:00 (10:00) |

| Venezuela                     | 3–0               | Új-Zéland |
| ----------------------------- | ----------------- | --------- |
| Martínez 29' Romero 87' 90+7' | (1–0) Jegyzőkönyv |           |

| Si Jalak Harupat Stadion, Bandung Nézőszám: 2932 Játékvezető: Ibrahim Mutaz (líbiai) |

| 2023. november 12. 19:00 (13:00) |

| Mexikó      | 1–3               | Németország                                    |
| ----------- | ----------------- | ---------------------------------------------- |
| Jiménez 75' | (1–1) Jegyzőkönyv | Darvich 29' Moerstedt 38' Da Silva Moreira 53' |

| Si Jalak Harupat Stadion, Bandung Nézőszám: 4617 Játékvezető: Augusto Aragón (ecuadori) |

| 2023. november 15. 16:00 (10:00) |

| Mexikó                 | 2–2               | Venezuela                         |
| ---------------------- | ----------------- | --------------------------------- |
| Carrillo 62' Ortiz 67' | (0–1) Jegyzőkönyv | Cichero 6' Profeta 84' (11-esből) |

| Si Jalak Harupat Stadion, Bandung Nézőszám: 2460 Játékvezető: Atilla Karaoğlan (török) |

| 2023. november 15. 19:00 (13:00) |

| Új-Zéland               | 1–3               | Németország                                |
| ----------------------- | ----------------- | ------------------------------------------ |
| Watson 90+1' (11-esből) | (0–1) Jegyzőkönyv | Brunner 45+7' Moerstedt 60' Yalçınkaya 81' |

| Si Jalak Harupat Stadion, Bandung Nézőszám: 5353 Játékvezető: Dahane Beida (mauritániai) |

| 2023. november 18. 16:00 (10:00) |

| Új-Zéland | 0–4               | Mexikó                                                        |
| --------- | ----------------- | ------------------------------------------------------------- |
|           | (0–1) Jegyzőkönyv | Barajas 42' Fernández de Lara 47' Carrillo 54' 67' (11-esből) |

| Si Jalak Harupat Stadion, Bandung Nézőszám: 6136 Játékvezető: Omar Al Ali (egyesült arab emírségekbeli) |

| 2023. november 18. 16:00 (10:00) |

| Németország                        | 3–0               | Venezuela |
| ---------------------------------- | ----------------- | --------- |
| Ramsak 1' 57' Da Silva Moreira 42' | (2–0) Jegyzőkönyv |           |

| Jakarta Nemzetközi Stadion, Jakarta Nézőszám: 11 264 Játékvezető: Ko Hyung-jin (dél-koreai) |

### Harmadik helyezett csapatok sorrendje
A harmadik helyezettek sorrendjét az alábbiak alapján kellett meghatározni:
1. az összes mérkőzésen szerzett több pont
2. az összes mérkőzésen elért jobb gólkülönbség
3. az összes mérkőzésen szerzett több gól
4. fair play pontszám
5. sorsolás

| Hely. | Cs | Csapat        | M | Gy | D | V | G+ | G– | Gk | P | Továbbjutás              |
| ----- | -- | ------------- | - | -- | - | - | -- | -- | -- | - | ------------------------ |
| 1.    | C  | Irán          | 3 | 2  | 0 | 1 | 9  | 4  | +5 | 6 | Egyenes kieséses szakasz |
| 2.    | D  | Japán         | 3 | 2  | 0 | 1 | 4  | 3  | +1 | 6 | Egyenes kieséses szakasz |
| 3.    | B  | Üzbegisztán   | 3 | 1  | 1 | 1 | 5  | 5  | 0  | 4 | Egyenes kieséses szakasz |
| 4.    | F  | Venezuela     | 3 | 1  | 1 | 1 | 5  | 5  | 0  | 4 | Egyenes kieséses szakasz |
| 5.    | E  | Burkina Faso  | 3 | 1  | 0 | 2 | 3  | 6  | −3 | 3 |                          |
| 6.    | A  | Indonézia (R) | 3 | 0  | 2 | 1 | 3  | 5  | −2 | 2 |                          |

## Egyenes kieséses szakasz

### Formátum
Az egyenes kieséses szakaszban 16 csapat vett részt: a csoportkör csoportjainak első két helyezettje, valamint a négy legjobb harmadik helyezett. Az A, B, C és D csoport győztese egy harmadik helyezettel játszott, a lentebbi táblázat a lehetséges párosításokat mutatja, attól függően, hogy mely csoportok harmadik helyezettjei jutottak tovább.
Az egyes találkozók győztes csapatai jutottak tovább a következő körbe. Ha a rendes játékidő végén döntetlen volt az eredmény, akkor 2×15 perces hosszabbítás következik. Ha a hosszabbítás után is egyenlő volt az állás, akkor büntetőpárbajra került sor.
| Továbbjutott harmadik helyezettek | Továbbjutott harmadik helyezettek | Továbbjutott harmadik helyezettek | Továbbjutott harmadik helyezettek | Továbbjutott harmadik helyezettek | Továbbjutott harmadik helyezettek | A1 vs | B1 vs | C1 vs | D1 vs |
| --------------------------------- | --------------------------------- | --------------------------------- | --------------------------------- | --------------------------------- | --------------------------------- | ----- | ----- | ----- | ----- |
| A                                 | B                                 | C                                 | D                                 |                                   |                                   | C3    | D3    | A3    | B3    |
| A                                 | B                                 | C                                 |                                   | E                                 |                                   | C3    | A3    | B3    | E3    |
| A                                 | B                                 | C                                 |                                   |                                   | F                                 | C3    | A3    | B3    | F3    |
| A                                 | B                                 |                                   | D                                 | E                                 |                                   | D3    | A3    | B3    | E3    |
| A                                 | B                                 |                                   | D                                 |                                   | F                                 | D3    | A3    | B3    | F3    |
| A                                 | B                                 |                                   |                                   | E                                 | F                                 | E3    | A3    | B3    | F3    |
| A                                 |                                   | C                                 | D                                 | E                                 |                                   | C3    | D3    | A3    | E3    |
| A                                 |                                   | C                                 | D                                 |                                   | F                                 | C3    | D3    | A3    | F3    |
| A                                 |                                   | C                                 |                                   | E                                 | F                                 | C3    | A3    | F3    | E3    |
| A                                 |                                   |                                   | D                                 | E                                 | F                                 | D3    | A3    | F3    | E3    |
|                                   | B                                 | C                                 | D                                 | E                                 |                                   | C3    | D3    | B3    | E3    |
|                                   | B                                 | C                                 | D                                 |                                   | F                                 | C3    | D3    | B3    | F3    |
|                                   | B                                 | C                                 |                                   | E                                 | F                                 | E3    | C3    | B3    | F3    |
|                                   | B                                 |                                   | D                                 | E                                 | F                                 | E3    | D3    | B3    | F3    |
|                                   |                                   | C                                 | D                                 | E                                 | F                                 | C3    | D3    | F3    | E3    |

### Ágrajz
|  |                          |                  |                          |                        |                          |                          |                          |               |               |               |                         |                         |                         |  |  |       |       |       |
|  | Nyolcaddöntők            | Nyolcaddöntők    | Nyolcaddöntők            |                        |                          | Negyeddöntők             | Negyeddöntők             | Negyeddöntők  |               |               | Elődöntők               | Elődöntők               | Elődöntők               |  |  | Döntő | Döntő | Döntő |
|  | Nyolcaddöntők            | Nyolcaddöntők    | Nyolcaddöntők            |                        |                          | Negyeddöntők             | Negyeddöntők             | Negyeddöntők  |               |               | Elődöntők               | Elődöntők               | Elődöntők               |  |  | Döntő | Döntő | Döntő |
|  | november 20. – Surakarta |                  |                          |                        |                          |                          |                          |               |               |               |                         |                         |                         |  |  |       |       |       |
|  |                          |                  |                          |                        |                          |                          |                          |               |               |               |                         |                         |                         |  |  |       |       |       |
|  | A2                       | Ecuador          | 1                        |                        |                          |                          |                          |               |               |               |                         |                         |                         |  |  |       |       |       |
|  | A2                       | Ecuador          | 1                        | november 24. – Jakarta |                          |                          |                          |               |               |               |                         |                         |                         |  |  |       |       |       |
|  | C2                       | Brazília         | 3                        |                        |                          |                          |                          |               |               |               |                         |                         |                         |  |  |       |       |       |
|  | C2                       | Brazília         | 3                        |                        |                          | Brazília                 | Brazília                 | 0             |               |               |                         |                         |                         |  |  |       |       |       |
|  | november 21. – Bandung   |                  |                          |                        |                          | Brazília                 | Brazília                 | 0             |               |               |                         |                         |                         |  |  |       |       |       |
|  |                          |                  | Argentína                | Argentína              | 3                        |                          |                          |               |               |               |                         |                         |                         |  |  |       |       |       |
|  | D1                       | Argentína        | Argentína                | Argentína              | 3                        | 5                        |                          |               |               |               |                         |                         |                         |  |  |       |       |       |
|  | D1                       | Argentína        |                          |                        |                          | 5                        | november 28. – Surakarta |               |               |               |                         |                         |                         |  |  |       |       |       |
|  | BEF3                     | Venezuela        | 0                        |                        |                          |                          |                          |               |               |               |                         |                         |                         |  |  |       |       |       |
|  | BEF3                     | Venezuela        | 0                        |                        |                          | Argentína                | Argentína                | 3 (2)         |               |               |                         |                         |                         |  |  |       |       |       |
|  | november 20. – Surakarta |                  |                          |                        |                          | Argentína                | Argentína                | 3 (2)         |               |               |                         |                         |                         |  |  |       |       |       |
|  |                          |                  | Németország              | Németország            | 3 (4)                    |                          |                          |               |               |               |                         |                         |                         |  |  |       |       |       |
|  | B1                       | Spanyolország    | Németország              | Németország            | 3 (4)                    | 2                        |                          |               |               |               |                         |                         |                         |  |  |       |       |       |
|  | B1                       | Spanyolország    | november 24. – Jakarta   |                        |                          | 2                        |                          |               |               |               |                         |                         |                         |  |  |       |       |       |
|  | ACD3                     | Japán            | 1                        |                        |                          |                          |                          |               |               |               |                         |                         |                         |  |  |       |       |       |
|  | ACD3                     | Japán            | 1                        |                        |                          | Spanyolország            | Spanyolország            | 0             |               |               |                         |                         |                         |  |  |       |       |       |
|  | november 21. – Bandung   |                  |                          |                        |                          | Spanyolország            | Spanyolország            | 0             |               |               |                         |                         |                         |  |  |       |       |       |
|  |                          |                  | Németország              | Németország            | 1                        |                          |                          |               |               |               |                         |                         |                         |  |  |       |       |       |
|  | F1                       | Németország      | Németország              | Németország            | 1                        | 3                        |                          |               |               |               |                         |                         |                         |  |  |       |       |       |
|  | F1                       | Németország      |                          |                        |                          | 3                        | december 2. – Surakarta  |               |               |               |                         |                         |                         |  |  |       |       |       |
|  | E2                       | Egyesült Államok | 2                        |                        |                          |                          |                          |               |               |               |                         |                         |                         |  |  |       |       |       |
|  | E2                       | Egyesült Államok | 2                        |                        |                          | Németország              | Németország              | 2 (4)         |               |               |                         |                         |                         |  |  |       |       |       |
|  | november 22. – Jakarta   |                  |                          |                        |                          | Németország              | Németország              | 2 (4)         |               |               |                         |                         |                         |  |  |       |       |       |
|  |                          |                  | Franciaország            | Franciaország          | 2 (3)                    |                          |                          |               |               |               |                         |                         |                         |  |  |       |       |       |
|  | E1                       | Franciaország    | Franciaország            | Franciaország          | 2 (3)                    | 0 (5)                    |                          |               |               |               |                         |                         |                         |  |  |       |       |       |
|  | E1                       | Franciaország    | november 25. – Surakarta |                        |                          | 0 (5)                    |                          |               |               |               |                         |                         |                         |  |  |       |       |       |
|  | D2                       | Szenegál         | 0 (3)                    |                        |                          |                          |                          |               |               |               |                         |                         |                         |  |  |       |       |       |
|  | D2                       | Szenegál         | 0 (3)                    |                        |                          | Franciaország            | Franciaország            | 1             |               |               |                         |                         |                         |  |  |       |       |       |
|  | november 22. – Jakarta   |                  |                          |                        |                          | Franciaország            | Franciaország            | 1             |               |               |                         |                         |                         |  |  |       |       |       |
|  |                          |                  | Üzbegisztán              | Üzbegisztán            | 0                        |                          |                          |               |               |               |                         |                         |                         |  |  |       |       |       |
|  | C1                       | Anglia           | Üzbegisztán              | Üzbegisztán            | 0                        | 1                        |                          |               |               |               |                         |                         |                         |  |  |       |       |       |
|  | C1                       | Anglia           |                          |                        |                          | 1                        | november 28. – Surakarta |               |               |               |                         |                         |                         |  |  |       |       |       |
|  | ABF3                     | Üzbegisztán      | 2                        |                        |                          |                          |                          |               |               |               |                         |                         |                         |  |  |       |       |       |
|  | ABF3                     | Üzbegisztán      | 2                        |                        |                          | Franciaország            | Franciaország            | 2             |               |               |                         |                         |                         |  |  |       |       |       |
|  | november 21. – Surabaya  |                  |                          |                        |                          | Franciaország            | Franciaország            | 2             |               |               |                         |                         |                         |  |  |       |       |       |
|  |                          |                  | Mali                     | Mali                   | 1                        |                          |                          | Bronzmérkőzés | Bronzmérkőzés | Bronzmérkőzés |                         |                         |                         |  |  |       |       |       |
|  | B2                       | Mali             | Mali                     | Mali                   | 1                        | 5                        |                          |               |               | Bronzmérkőzés |                         |                         |                         |  |  |       |       |       |
|  | B2                       | Mali             |                          |                        | november 25. – Surakarta | november 25. – Surakarta | november 25. – Surakarta |               |               |               | december 1. – Surakarta | december 1. – Surakarta | december 1. – Surakarta |  |  |       |       |       |
|  | F2                       | Mexikó           | 0                        |                        | november 25. – Surakarta | november 25. – Surakarta | november 25. – Surakarta |               |               |               | december 1. – Surakarta | december 1. – Surakarta | december 1. – Surakarta |  |  |       |       |       |
|  | F2                       | Mexikó           | 0                        |                        |                          | Mali                     | Mali                     | 1             | Argentína     | Argentína     | 0                       |                         |                         |  |  |       |       |       |
|  | november 21. – Surabaya  |                  |                          |                        |                          | Mali                     | Mali                     | 1             | Argentína     | Argentína     | 0                       |                         |                         |  |  |       |       |       |
|  |                          |                  | Marokkó                  | Marokkó                | 0                        |                          |                          | Mali          | Mali          | 3             |                         |                         |                         |  |  |       |       |       |
|  | A1                       | Marokkó          | Marokkó                  | Marokkó                | 0                        | 1 (4)                    |                          | Mali          | Mali          | 3             |                         |                         |                         |  |  |       |       |       |
|  | A1                       | Marokkó          |                          |                        |                          |                          |                          |               |               |               |                         |                         |                         |  |  |       |       |       |
|  | CDE3                     | Irán             | 1 (1)                    |                        |                          |                          |                          |               |               |               |                         |                         |                         |  |  |       |       |       |
|  | CDE3                     | Irán             | 1 (1)                    |                        |                          |                          |                          |               |               |               |                         |                         |                         |  |  |       |       |       |

### Nyolcaddöntők
| 2023. november 20. 15:30 (9:30) |

| Ecuador        | 1–3               | Brazília                   |
| -------------- | ----------------- | -------------------------- |
| Bermúdez 45+4' | (1–1) Jegyzőkönyv | Estevão 14' 70' Luighi 90' |

| Manahan Stadion, Surakarta Nézőszám: 3580 Játékvezető: Atilla Karaoğlan (török) |

| 2023. november 20. 19:00 (13:00) |

| Spanyolország       | 2–1               | Japán      |
| ------------------- | ----------------- | ---------- |
| Junyent 8' Guiu 74' | (1–1) Jegyzőkönyv | Nawata 40' |

| Manahan Stadion, Surakarta Nézőszám: 8587 Játékvezető: Pierre Atcho (gaboni) |

| 2023. november 21. 15:30 (9:30) |

| Mali                                                     | 5–0               | Mexikó |
| -------------------------------------------------------- | ----------------- | ------ |
| Barry 9' 13' I. Diarra 15' Kanate 37' (11-esből) Tia 50' | (4–0) Jegyzőkönyv |        |

| Gelora Bung Tomo Stadion, Surabaya Nézőszám: 7034 Játékvezető: Gustavo Tejera (uruguayi) |

| 2023. november 21. 15:30 (9:30) |

| Németország                               | 3–2               | Egyesült Államok         |
| ----------------------------------------- | ----------------- | ------------------------ |
| Herrmann 14' Moerstedt 34' Yalçınkaya 87' | (2–1) Jegyzőkönyv | Habroune 24' Vazquez 80' |

| Si Jalak Harupat Stadion, Bandung Nézőszám: 5782 Játékvezető: Fu Ming (kínai) |

| 2023. november 21. 19:00 (13:00) |

| Argentína                                                            | 5–0               | Venezuela |
| -------------------------------------------------------------------- | ----------------- | --------- |
| Balbo 15' (öngól) López 22' Echeverri 32' Ruberto 70' (11-esből) 79' | (3–0) Jegyzőkönyv |           |

| Si Jalak Harupat Stadion, Bandung Nézőszám: 6187 Játékvezető: Morten Krogh (dán) |

| 2023. november 21. 19:00 (13:00) |

| Marokkó                        | 1–1               | Irán                       |
| ------------------------------ | ----------------- | -------------------------- |
| Azaouzi 90+4'                  | (0–0) Jegyzőkönyv | Gholizadeh 73'             |
| Büntetőpárbaj                  |                   |                            |
| Ouazane Azaouzi Nazih Zahouani | 4–1               | Darvish Aali Nafari Taheri |

| Gelora Bung Tomo Stadion, Surabaya Nézőszám: 1552 Játékvezető: João Pinheiro (portugál) |

| 2023. november 22. 15:30 (9:30) |

| Anglia    | 1–2               | Üzbegisztán           |
| --------- | ----------------- | --------------------- |
| Ndala 35' | (1–1) Jegyzőkönyv | Saidov 4' Mirzaev 67' |

| Jakarta Nemzetközi Stadion, Jakarta Nézőszám: 7014 Játékvezető: Selvin Brown (hondurasi) |

| 2023. november 22. 19:00 (13:00) |

| Franciaország                            | 0–0         | Szenegál                   |
| ---------------------------------------- | ----------- | -------------------------- |
|                                          | Jegyzőkönyv |                            |
| Büntetőpárbaj                            |             |                            |
| Kayi Sanda Zague Tincres Meupiyou Sangui | 5–3         | Gueye Diong Dorival Sawane |

| Jakarta Nemzetközi Stadion, Jakarta Nézőszám: 12 238 Játékvezető: Roberto Pérez (perui) |

### Negyeddöntők
| 2023. november 24. 15:30 (9:30) |

| Spanyolország | 0–1               | Németország            |
| ------------- | ----------------- | ---------------------- |
|               | (0–0) Jegyzőkönyv | Brunner 64' (11-esből) |

| Jakarta Nemzetközi Stadion, Jakarta Nézőszám: 8379 Játékvezető: Omar Al Ali (egyesült arab emírségekbeli) |

| 2023. november 24. 19:30 (13:30) |

| Brazília | 0–3               | Argentína             |
| -------- | ----------------- | --------------------- |
|          | (0–1) Jegyzőkönyv | Echeverri 28' 58' 71' |

| Jakarta Nemzetközi Stadion, Jakarta Nézőszám: 14 597 Játékvezető: Espen Eskås (norvég) |

| 2023. november 25. 15:30 (9:30) |

| Franciaország | 1–0               | Üzbegisztán |
| ------------- | ----------------- | ----------- |
| Bouneb 83'    | (0–0) Jegyzőkönyv |             |

| Manahan Stadion, Surakarta Nézőszám: 5201 Játékvezető: Dahane Beida (mauritániai) |

| 2023. november 25. 19:00 (13:00) |

| Mali          | 1–0               | Marokkó |
| ------------- | ----------------- | ------- |
| I. Diarra 81' | (0–0) Jegyzőkönyv |         |

| Manahan Stadion, Surakarta Nézőszám: 8589 Játékvezető: Augusto Aragón (ecuadori) |

### Elődöntők
| 2023. november 28. 15:30 (9:30) |

| Argentína                                    | 3–3               | Németország                                       |
| -------------------------------------------- | ----------------- | ------------------------------------------------- |
| Ruberto 36' 45+4' 90+7'                      | (2–1) Jegyzőkönyv | Brunner 9' 58' Moerstedt 69'                      |
| Büntetőpárbaj                                |                   |                                                   |
| Mastantuono Echeverri J. Giménez J. Villalba | 2–4               | Da Silva Moreira Ramsak Jeltsch Harchaoui Brunner |

| Manahan Stadion, Surakarta Nézőszám: 8525 Játékvezető: João Pinheiro (portugál) |

| 2023. november 28. 19:00 (13:00) |

| Franciaország       | 2–1               | Mali            |
| ------------------- | ----------------- | --------------- |
| Titi 56' Bouneb 69' | (0–1) Jegyzőkönyv | I. Diarra 45+4' |

| Manahan Stadion, Surakarta Nézőszám: 12 013 Játékvezető: Gustavo Terjera (uruguayi) |

### Bronzmérkőzés
| 2023. december 1. 19:00 (13:00) |

| Argentína | 0–3               | Mali                                    |
| --------- | ----------------- | --------------------------------------- |
|           | (0–2) Jegyzőkönyv | I. Diarra 9' M. Doumbia 45' Makalou 48' |

| Manahan Stadion, Surakarta Nézőszám: 10 901 Játékvezető: Fu Ming (kínai) |

### Döntő
| 2023. december 2. 19:00 (13:00) |

| Németország                                               | 2–2               | Franciaország                                   |
| --------------------------------------------------------- | ----------------- | ----------------------------------------------- |
| Brunner 29' (11-esből) Darvich 51'                        | (1–0) Jegyzőkönyv | Bouabré 53' Amougou 85'                         |
| Büntetőpárbaj                                             |                   |                                                 |
| Da Silva Moreira Ramsak Moerstedt Harchaoui Brunner Kabar | 4–3               | Kayi Sanda Bouneb Sangui Meupiyou Tincres Gomis |

| Manahan Stadion, Surakarta Nézőszám: 13 037 Játékvezető: Espen Eskås (norvég) |

| A 2023-as U17-es labdarúgó-világbajnokság győztese |
| -------------------------------------------------- |
| · Németország · 1. cím                             |

## Díjak
A FIFA a következő díjakat osztotta ki a világbajnokság után:
| Aranylabda                  | Ezüstlabda                  | Bronzlabda                  |
| --------------------------- | --------------------------- | --------------------------- |
| Paris Brunner               | Hamidou Makalou             | Mathis Amougou              |
| Aranycipő                   | Ezüstcipő                   | Bronzcipő                   |
| Agustín Ruberto             | Ibrahim Diarra              | Claudio Echeverri           |
| 8 gól, 1 gólpassz, 607 perc | 5 gól, 4 gólpassz, 566 perc | 5 gól, 2 gólpassz, 498 perc |
| Legjobb kapus               |                             |                             |
| Paul Argney                 |                             |                             |
| FIFA Fair Play-díj          |                             |                             |
| Anglia                      |                             |                             |